# Federico Bellazzi
Federico Bellazzi (Milano, 26 giugno 1825 – Firenze, 11 gennaio 1868) è stato un politico italiano.

## Biografia
Dopo gli studi in seminario, intraprese gli studi di giurisprudenza all'università di Pavia. Prese parte ai moti di Milano del 1848, e assunse poi l'incarico di segretario generale del governo provvisorio. In quel periodo fu redattore di due giornali di ispirazione moderata. Continuò gli studi interrotti, frequentando l'università di Torino; trasferitosi in seguito a Genova, si avvicinò alla corrente politica democratica. Prese parte alla seconda guerra d'indipendenza, e fu collaboratore di Garibaldi. Si trovò spesso in contrasto con gli ideali mazziniani, e in parte anche con Garibaldi riguardo alla spedizione verso Roma.
Fu eletto deputato la prima volta nel 1863, confermando il mandato nella IX e X legislatura. Il suo impegno parlamentare fu a favore di una riforma del sistema carcerario; scrisse due libri sul tema delle condizioni di detenzione, pubblicati a Firenze nel 1866 e 1867. Nominato prefetto di Belluno, dopo un mese, alla caduta del governo Rattazzi, il nuovo ministro dell'Interni ne chiese le dimissioni: dopo il suo rifiuto, nel novembre del 1867 fu destituito. Il momento di crisi, anche economica, lo spinse dopo due mesi al suicidio.